# Lama (Galiza)
Lama (A Lama em galego e oficialmente) ou La Lama (em castelhano) é um município da Espanha na província de Pontevedra, comunidade autónoma da Galiza. Tem 111,8 km² de área e em 2021 tinha 2 410 habitantes (densidade: 21,6 hab./km²).

## Demografia
| Variação demográfica do município entre 1991 e 2004 | Variação demográfica do município entre 1991 e 2004 | Variação demográfica do município entre 1991 e 2004 | Variação demográfica do município entre 1991 e 2004 |
| --------------------------------------------------- | --------------------------------------------------- | --------------------------------------------------- | --------------------------------------------------- |
| 1991                                                | 1996                                                | 2001                                                | 2004                                                |
| 3304                                                | 2988                                                | 2947                                                | 2905                                                |